# Teoria da ramificação
Teoria da ramificação é uma proposição eclesiológica protestante de que a Igreja única, santa, católica e apostólica inclui várias denominações cristãs, seja na comunhão formal ou não. Os defensores anglicanos da teoria costumam incluir apenas as igrejas da Igreja Católica Romana, Ortodoxa Oriental e Anglicana, enquanto outros também podem incluem as igrejas ortodoxas orientais, a Igreja do Oriente, a Velha Igreja Católica e a Igreja Luterana.